# Шоссе 293 (Израиль)
Шоссе 293 (ивр. כביש 293‎ , англ. Highway 293) — израильское шоссе, ведущее с востока на запад в южной части Израиля. Длина шоссе 17 км, оно ведет от Шоссе 25 на западе до Шоссе 40 на востоке.

## История
В 2017 году Министерство транспорта Израиля приняло решение о развитии дорог Негева, одним из пунктов которого было превращение шоссе 293 в современное четырехполосное шоссе. Для этого в 2017-2018 году было выделено 50 миллионов шекелей на расширение дороги и еще 50 миллионов шекелей на усовершенствование перекрёстков.

## Перекрёсткииразвязки
| Километр | Название                                        | Тип | Расположение | Пересечение дорог    |
| -------- | ----------------------------------------------- | --- | ------------ | -------------------- |
| 0        | ивр. צומת הגדי‎ (Перекрёсток ха-Гди)             |     | Нетивот      | Шоссе 25             |
| 0.5      | ивр. צומת ללא שם‎ (Перекрёсток без имени)        |     | Нетивот      | Внутренняя дорога    |
| 4        | ивр. צומת תלמי ביל"ו‎ (Перекрёсток Таламей-Билу) |     | Таламей-Билу | Внутренняя дорога    |
| 5.2      | ивр. צומת מבועים‎ (Перекрёсток Мабуим)           |     | Мабуим       | Автодорога 2932      |
| 7.2      | ивр. צומת אשבול‎ (Перекрёсток Эшволь)            |     | Эшволь       | Въезд в Эшволь       |
| 8.5      | ивр. צומת קלחים‎ (Перекрёсток Клахим)            |     | Клахим       | Внутренняя дорога    |
| 10       | ивр. צומת פעמי תש"ז‎ (Перекрёсток Паамей-Ташаз)  |     | Паамей-Ташаз | Въезд в Паамей-Ташаз |
| 12       | ивр. צומת ללא שם‎ (Перекрёсток без имени)        |     | Сде-Цви      | Въезд в Сде-Цви      |
| 14       | ивр. צומת שדה צבי‎ (Перекрёсток Сде-Цви)         |     | Сде-Цви      | Шоссе 334            |
| 17       | ивр. צומת קמה‎ (Перекрёсток Кама)                |     | Бейт-Кама    | Шоссе 40             |